# Ốc sọ dừa
Cymbiola nobilis là một loài ốc biển, là động vật thân mềm chân bụng sống ở biển trong họ Volutidae, họ ốc dừa.
Môi trường sống của loài ốc này là ở Thái Bình Dương, với phạm vi từ Đài Loan đến Singapore. Chúng sinh sống trong môi trường biển và có thể được tìm thấy trên các bãi đá ngầm.